# Melania Trump

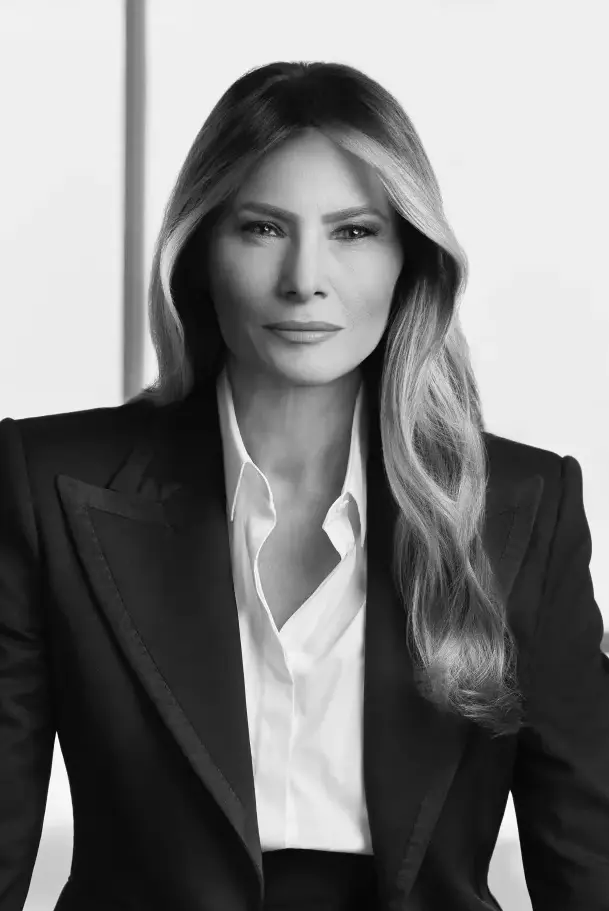
Melania Trump (2025)

Melania Trump (* 26. April 1970 in Novo Mesto, SR Slowenien, SFR Jugoslawien, als Melanija Knavs [mɛˈlaːnija ˈknaːu̯s]) ist ein ehemaliges slowenisch-US-amerikanisches Model. Sie ist als Ehefrau von Donald Trump, dem 45. und 47. Präsidenten der Vereinigten Staaten, die First Lady der Vereinigten Staaten, so wie bereits während der ersten Amtszeit ihres Mannes von 2017 bis 2021.
Bereits als Kind präsentierte sie in Illustrierten und auf Laufstegen verschiedener jugoslawischer Textilunternehmen deren Mode. Nachdem sie in den frühen 1990er Jahren als Model in verschiedenen europäischen Ländern wenig erfolgreich gewesen war, ging sie 1995 nach New York City, wo sie 1998 als Kampagnengesicht der Zigarettenmarke Camel ihren ersten größeren Erfolg feierte. Im selben Jahr begann sie eine Beziehung mit Donald Trump, mit dem sie anschließend in Talkshows und in dessen eigener Sendung The Apprentice auftrat.
Ihre Beziehung zu Trump verhalf ihr zu einem rapiden Anstieg an Aufträgen als Model und brachte sie auf die Titelblätter zahlreicher bedeutender Modezeitschriften. 2005 wurde sie Trumps dritte Ehefrau. 2006 erhielt sie die Staatsbürgerschaft der Vereinigten Staaten. Sie war die erste First Lady der Vereinigten Staaten, für die Englisch eine Fremdsprache ist.

## Vorfahren
Melania Trumps Urgroßeltern väterlicherseits, Anton Knavs (1874–1956) und Alojzija Bevk (1877–1973), lebten in der kleinen Siedlung Jelovo (heute Teil der Gemeinde Radeče) im österreichischen Kronland Krain. Nach dem Ende des Ersten Weltkriegs 1918 wurde die Krain Teil des späteren Königreichs Jugoslawien. So wurde Melanias Großvater Jožef Knavs (1904–1989) jugoslawischer Staatsbürger.
In den frühen 1930er Jahren zog Jožef mit seiner Frau Antonija von Jelovo in das nahegelegene Dorf Jagnjenica, wo sie zunächst das örtliche Gasthaus übernahmen. Bald darauf fand Jožef eine Stelle als Arbeiter in einer Papierfabrik in Radeče. Ihr erster Sohn Joško (1932–1940) starb bei einem Unfall. 1941 überfiel das Deutsche Reich Jugoslawien und besetzte es; Radeče kam in der Folge zum Zivilverwaltungsgebiet Untersteiermark. Von den anschließenden Zwangsumsiedlungen vieler Slowenen (in Radeče und Umgebung etwa 80 Prozent der Einwohnerschaft) blieben die Knavs’ deshalb verschont, weil Jožef in der als strategisch wichtig erachteten Papierfabrik arbeitete. Unter der Besatzung wurden die slowenischen Vor- und Nachnamen eingedeutscht und Neugeborene durften nur deutsche Namen bekommen. Deshalb wurde der zweite Sohn, Melanias Vater, bei seiner Geburt 1941 als Waldemar Knaus registriert. Den von seinen Eltern vorgesehenen Vornamen Viktor erhielt er offiziell erst nach Ende der Besatzungszeit.
Während der Besatzungszeit zog die dreiköpfige Familie nach Radeče, wo der Vater arbeitete, und lebte dort in einer Zweizimmerwohnung. 1944 wurde der dritte Sohn Herman geboren. In den 1950er Jahren baute Jožef in der nahegelegenen Siedlung Njivice ein Haus, das die Familie 1957 beziehen konnte. Viktor arbeitete nach dem Abschluss der Elementarschule 1956 in der Papierfabrik, in der sein Vater inzwischen eine Führungsposition erlangt hatte, und machte dort eine Ausbildung als Automechaniker. 1964 bis 1969 war er als Chauffeur tätig, danach als Autoverkäufer. Als in der Spätphase des jugoslawischen Sozialismus auch Privatleute Geschäfte eröffnen durften, gründete er 1991 in Ljubljana die Firma Knaus-Haus, die hauptsächlich mit Mopeds und Zweiradersatzteilen handelte.
Auch mütterlicherseits stammen Melania Trumps Vorfahren aus derselben Gegend, der Unterkrain. Ihre Großeltern Anton und Amalija Ulčnik lebten in dem Dorf Raka südöstlich von Radeče. Anton war Schuster. Unter der deutschen Besatzung wurden 1941 fast alle Einwohner Rakas in Arbeitslager deportiert, um Platz für deutschstämmige Siedler zu schaffen. Diesem Schicksal entgingen die Ulčniks, indem sie drei Tage vor der Ankunft der Deutschen Raka verließen und nach Judendorf-Straßengel bei Graz zogen. Dort wurde 1945 Melania Trumps Mutter Amalija († 2024) als sechstes von acht Kindern geboren. Nach Kriegsende gingen die Ulčniks nach Raka zurück, wo Anton neben dem Schusterhandwerk auch Landwirtschaft betrieb. 1947 erhielt er durch zufällige Kreuzung einer roten ägyptischen Zwiebel mit einer slowenischen Zwiebelsorte die bald sehr beliebte rote Raka-Zwiebel. Wegen der großen Nachfrage pachtete er Land von benachbarten verlassenen Höfen hinzu und war bald der größte Produzent seiner neuen Zwiebelsorte.
Melania Trumps Mutter Amalija besuchte nach der Elementarschule in Raka die Berufsschule in Celje, wo sie zur Schneiderin ausgebildet wurde. Danach folgte sie ihrer älteren Schwester Ida nach Sevnica und arbeitete dort 1964 bis 1997 in der Kleiderfabrik Jutranjka als Erstellerin von Schnittmustern.
Viktor Knavs und Amalija Ulčnik heirateten 1967 in Ljubljana und ließen sich anschließend in Amalijas Heimatort Raka auch kirchlich trauen. Ersteres war damals ungewöhnlich, und die kirchliche Trauung war für Knavs als Mitglied der Kommunistischen Partei ein riskanter Schritt. Viktor Knavs wurde 1968 Chauffeur des Direktors von Jutranjka, verlor diesen Posten aber nach einem Jahr wegen schlechter Arbeitsmoral.

## Kindheit und Jugend

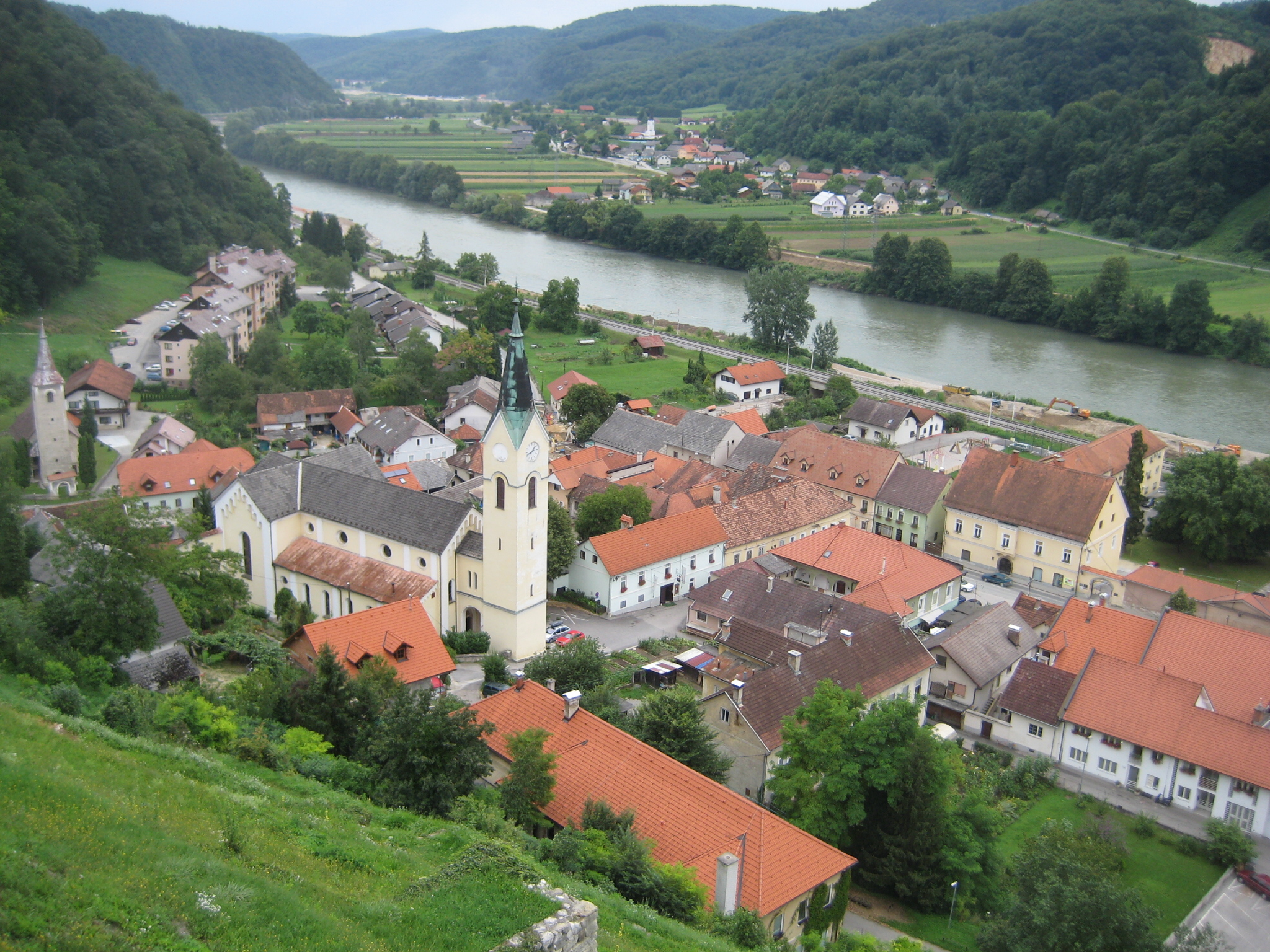
Sevnica (2008)

Melanija Knavs wuchs in Sevnica auf, einer Kleinstadt im Südosten der jugoslawischen Teilrepublik Slowenien. Sie hat eine ältere Schwester, Ines (* 1968), und einen aus einer früheren Beziehung ihres Vaters stammenden älteren Halbbruder (* 1965), dessen Existenz erst 2016 öffentlich wurde. Die beiden Schwestern wurden in einer Klinik in Novo mesto geboren und später in Raka, dem Heimatort ihrer Mutter, getauft. Diese Taufen waren ebenso wie die vorherige kirchliche Trauung der Eltern Überschreitungen des strikten Verbots für Mitglieder der Kommunistischen Partei, an religiösen Zeremonien teilzunehmen.
Die Familie lebte anfangs in einer kleinen Jutranjka-Werkswohnung mit zwei Zimmern und bekam drei Jahre nach Melanijas Geburt eine Vierzimmerwohnung zugewiesen. Die Schwestern gingen nicht wie üblich in den staatlichen Kindergarten, sondern wurden von einem privaten Kindermädchen betreut. Viktor Knavs besaß – für die damalige Zeit ungewöhnlich – schon seit 1959 einen privaten Mercedes-Benz.
Da die Firma Jutranjka hauptsächlich Kinderbekleidung herstellte und ihre Mutter mit für die Auswahl und Betreuung der Models zuständig war, wurden die Töchter schon früh als Modelle herangezogen. Melanija hatte nach eigenen Angaben ihren ersten Auftritt auf dem Laufsteg schon 1975, also mit fünf Jahren, bei einer Modenschau in Ljubljana. Die frühesten bekannten Fotos in dieser Rolle sind vom Januar 1977. Im selben Jahr wurden auch erstmals Fotos von ihr als Jutranjka-Model in der Zeitschrift Maneken veröffentlicht, und ebenso in den drei Folgejahren, als sie für andere Firmen in Zagreb, Bled und Novo mesto auftrat.
Melanija Trump besuchte acht Jahre die Elementarschule in Sevnica und anschließend die Sekundarschule für Gestaltung und Fotografie in Ljubljana. Von ihrer Mutter, die schon immer die Kleider für ihre Töchter selbst entworfen und genäht hatte, lernte sie diese Fertigkeiten bald selbst, und das Gestalten und Verändern von Kleidungsstücken wurde eine ihrer Lieblingsbeschäftigungen.
Nach dem Schulabschluss 1989 begann sie ein Architekturstudium an der Universität Ljubljana, das sie aber schon im ersten Jahr abbrach, nachdem sie bei zwei Prüfungen durchgefallen war. Die Abbruchrate an ihrer Fakultät, die sehr hohe Ansprüche an die Studenten stellte, betrug damals 50 %. Bis dahin war sie immer ihrer älteren Schwester nachgefolgt, mit der sie eng verbunden war. Melanija folgte ihrer Schwester an die Sekundarschule nach Ljubljana, und es war Ines, die vor ihr das Studium an derselben Fakultät begann. Die Schwestern lebten in Ljubljana in einer kleinen Wohnung, die ihr Vater, der bei der dort ansässigen Autohandels-Firma Slovenija Avto arbeitete, erst mietete und dann kaufte. Nach Sevnica, wo ihre Mutter und auch ihr Onkel Herman mit seiner Familie lebte, kehrten sie nur selten zurück, aber ihre Mutter kam häufig an Wochenenden nach Ljubljana.

## Als Model in Europa
Im Februar 1987 hatte sie im Alter von 16 Jahren ihr erstes Fotoshooting mit dem angesehenen slowenischen Modefotografen Stane Jerko, der sie auf der Straße angesprochen hatte. Die schüchterne Schülerin hatte, wie Jerko später erzählte, in seinen Augen perfekte Maße und war attraktiv, erschien ihm aber eher als ein „Bücherwurm“ denn als ein angehendes Model. Einige Fotos aus diesem Shooting wurden erstmals 2015 in der britischen Daily Mail veröffentlicht.
1989 erschienen in der letzten Ausgabe von Maneken noch einmal Fotos von ihr, auf denen sie aktuelle Kreationen verschiedener Textilfirmen präsentierte, und im selben Jahr nahm sie in Rom an einem Wettbewerb der Cinecittà-Filmstudios teil, bei dem der Siegerin Auftritte in Filmen in Aussicht gestellt wurden. Obwohl sie diesen Wettbewerb gewann, brachte ihr das keine derartigen Engagements ein. Ihr einziger TV-Auftritt in dieser Zeit war ein Werbefilm für ein Shampoo.
1992, kurz nach der Unabhängigkeit Sloweniens (1991) und der damit verbundenen Öffnung zum Westen, nahm sie an einem Wettbewerb der slowenischen Illustrierten Jana teil, dessen Finale in Portorož an der Adria im Fernsehen übertragen wurde (Look of the Year). Den drei Erstplatzierten wurden Modelverträge in europäischen Städten in Aussicht gestellt; sie selbst teilte sich den zweiten Platz mit einer anderen Bewerberin aus Ljubljana. Daraufhin erhielt sie eine Einladung zu Shootings in Mailand; wenige Monate später war sie jedoch wieder in Slowenien. In diesem Zusammenhang erschien sie auch erstmals auf der Titelseite einer Illustrierten (Jana, Juni 1992).
Im Frühjahr 1993 stellte sie sich bei dem einflussreichen Agenten Wolfgang Schwarz in Wien vor, bei dem die Siegerin des Jana-Wettbewerbs unter Vertrag war. Er hielt Melanija für wenig geeignet, vermittelte ihr aber einige Engagements, darunter eines bei Lauda Air. Später sagte er, sie habe nicht das nötige Engagement gezeigt, keine Energie ausgestrahlt, und deshalb sei das Interesse an ihr gering gewesen. Zudem sei ihr Englisch „schrecklich“ gewesen. Im selben Jahr trat sie allerdings auch bei zwei Modeschauen in Mailand für renommierte Designer wie Gucci auf. Bald darauf nahm sie die eingedeutschte Schreibweise ihres Mädchennamens (bei gleichbleibender Aussprache), Melania Knauss, an und arbeitete als Laufsteg-Model in Mailand, Paris und Madrid, mindestens einmal auch in Düsseldorf.

## In den Vereinigten Staaten

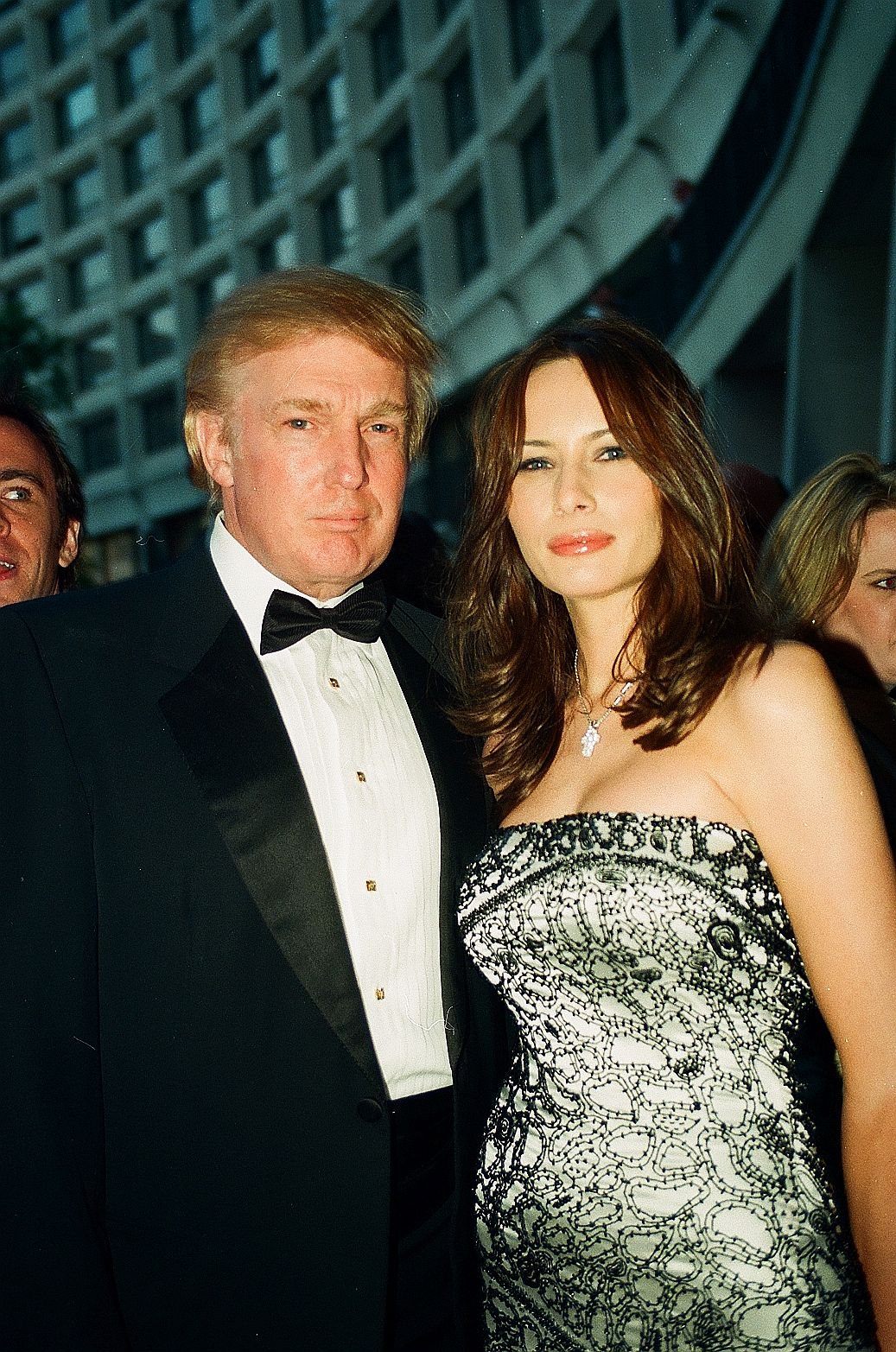
Melania Knauss und Donald Trump 1999

1995 holte der aus Mailand stammende Model-Agent Paolo Zampolli sie nach New York, wo sie in Manhattan wohnte und hauptsächlich für Zampollis Agentur arbeitete. In dieser Zeit wirkte sie vor allem in der Werbebranche mit und soll bis zu 1.500 Dollar am Tag verdient haben. Ihr erster großer Auftritt war 1998, als sie das Hauptmodel der Zigarettenmarke Camel wurde. Allerdings blieb sie durchweg anonym; ihr Name wurde nie erwähnt.
Im September 1998 lernte sie auf einer Party ihres Agenten Zampolli, der geschäftlich auch mit der Trump Organization zu tun hatte, den 24 Jahre älteren Milliardär Donald Trump kennen, dem sie bis dahin nur flüchtig begegnet war. Zu dieser Zeit war er noch mit seiner zweiten Frau, der Schauspielerin Marla Maples, verheiratet, lebte aber getrennt von ihr; 1999 erfolgte die Scheidung. Das erste Foto von Trump und Melania als Paar erschien in der deutschen Illustrierten Bunte.
Erst jetzt erlangte sie die Bekanntheit und den Erfolg, den sie lange angestrebt hatte. Sie erschien auf den Titelseiten aller bedeutenden Modezeitschriften, begleitete Trump bei Talkshows und trat auch in mehreren Folgen seiner Fernseh-Reality-Show The Apprentice auf. Das größte Aufsehen erregte eine Fotoserie in der britischen Ausgabe des Männermagazins GQ im Januar 2000, die in Trumps Privatflugzeug, einer Boeing 727, entstand und in der sie auch unbekleidet zu sehen war.
Im Juli 2002 besuchte sie gemeinsam mit Trump zum bislang einzigen Mal Slowenien. Trump blieb nur ein paar Stunden, um mit Melanias Eltern in einem Nobelrestaurant am Bleder See deren 35. Hochzeitstag zu feiern, und legte großen Wert darauf, dass seine Anwesenheit geheim gehalten wurde.
Am 22. Januar 2005 heirateten Trump und Knauss in der Episcopal Church of Bethesda-by-the-Sea in Palm Beach, Florida. Die Hochzeit war spektakulär inszeniert, und die Braut hatte einen erheblichen Anteil an den Vorbereitungen. Zu den vielen prominenten Gästen gehörten Henry Kissinger, Elton John, Liza Minnelli, Prinz Charles, Oprah Winfrey, Luciano Pavarotti, Muhammad Ali, Arnold Schwarzenegger sowie auch Bill und Hillary Clinton. Anschließend wurde auf Trumps Anwesen Mar-a-Lago gefeiert, und alle Gäste waren eingeladen, drei weitere Tage auf dem Anwesen mit zugehörigem Golfplatz zu verweilen. Die einzigen Gäste aus Slowenien waren Melanias Eltern und ihre Schwester Ines.
Das Brautkleid war mit einem Preis von 125.000 $ eines der teuersten der Geschichte. Es war von Christian Dior aus weißer Seide gefertigt, hatte eine vier Meter lange Schleppe und einen sechs Meter langen Schleier und war mit 1.500 Edelsteinen besetzt. Noch weitaus teurer war der Ehering, den der Bräutigam von Graff Diamonds zum halben Preis von 1,5 Mio. $ bekam.

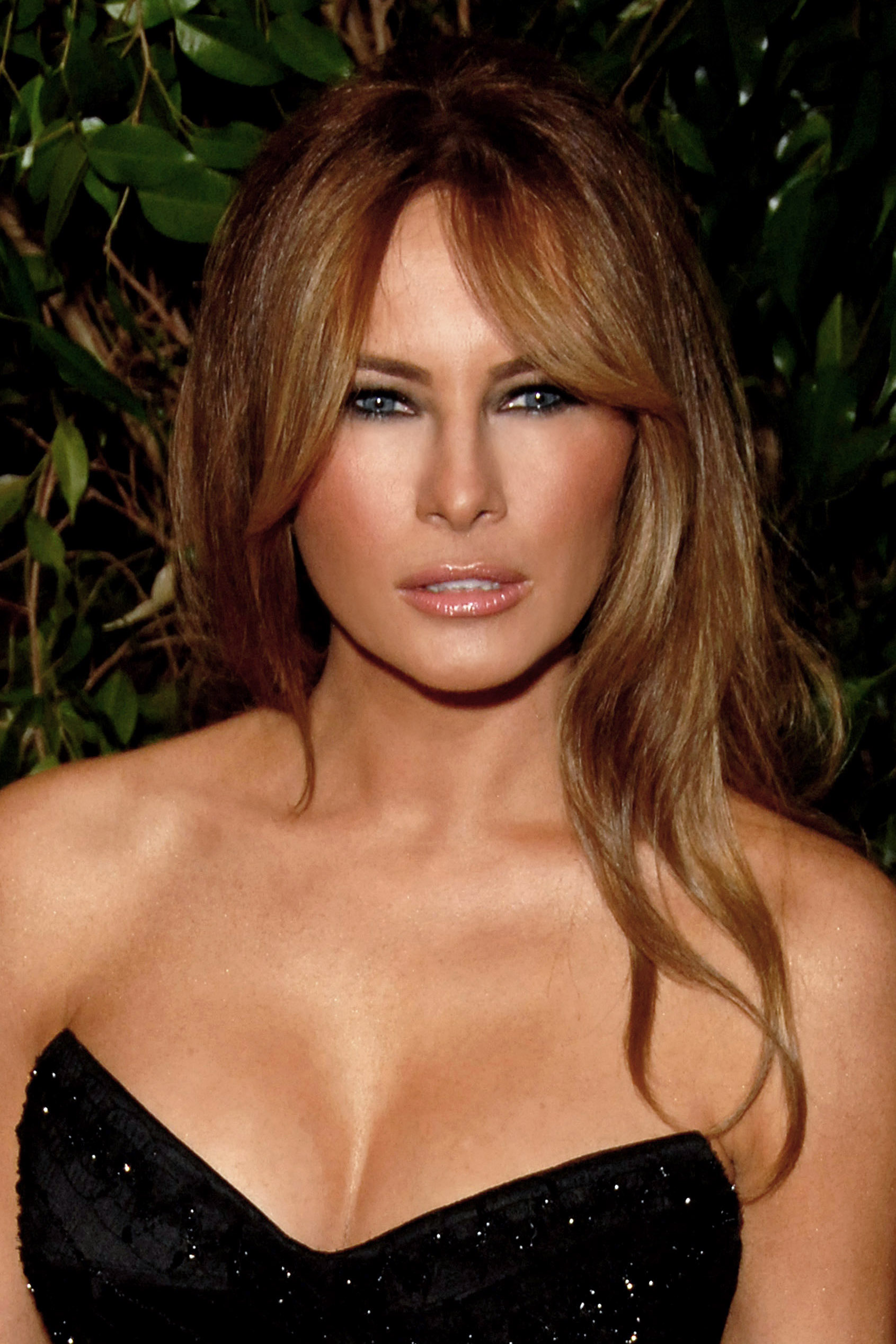
Melania Trump bei einer QVC-Veranstaltung 2011

Am 20. März 2006 kam der gemeinsame Sohn Barron zur Welt. Donald Trump hatte bereits drei Kinder (Don, Ivanka und Eric) aus erster und Tiffany aus zweiter Ehe. Während ihrer Schwangerschaft spendete Melania Trump 25.000 $ für das Gesundheitszentrum in ihrer Heimatstadt Sevnica, mit denen u. a. Ultraschallgeräte für die Pränataldiagnostik und ein Allrad-Fahrzeug für die Hebamme angeschafft wurden – ihre einzige bekannte Aktivität in Slowenien seit ihrer Emigration. 2006 wurde sie amerikanische Staatsbürgerin.
2010 präsentierte Melania Trump für den Teleshopping-Sender QVC eine mit ihrem Namen versehene Kollektion von Schmuck und Armbanduhren, wie 2007 schon ihre Stieftochter Ivanka. Sie behauptete, als studierte Designerin alles selbst und ohne Hilfe entworfen zu haben, wobei der berichtende Journalist allerdings offenkundige Ähnlichkeiten zu den (sehr viel teureren) angeblichen Kreationen von Ivanka Trump bemerkte.
2012 versuchte sie selbst als weitere Produktlinie eine Serie von Hautpflege-Präparaten zu etablieren: Melania Caviar Complexe C6. Sie bewarb dieses Projekt mit großem Aufwand und behauptete, dafür seit Jahren ein eigenes Forschungslabor betrieben zu haben. Die Produkte kamen jedoch nie auf den Markt, und Hautpflege-Produkte mit Kaviar waren auch keine neue Idee, sondern in den USA etwa bei Aldi erhältlich.

## Mitwirkung beim Wahlkampf 2016
Nachdem Donald Trump im Juni 2015 als Bewerber in den Kampf um die Kandidatur der Republikaner für die Präsidentschaftswahl 2016 eingestiegen war, hielt Melania sich lange eher im Hintergrund, begleitete ihren Mann jedoch zu wichtigen Terminen und gab einige Interviews. Als sie in einem Interview im November 2015 zur Präsidentschaftskandidatur ihres Mannes befragt wurde, sagte sie: „Ich ermutige ihn, weil ich weiß, was er tun wird und was er für Amerika tun kann.“ Sie sagte zudem, dass sie sich im Wahlkampf eher zurückhalte, damit sie mehr Zeit mit ihrem gemeinsamen Sohn verbringen könne.
Im März 2016 kam bei der Vorwahl in Utah ein Foto aus dem Shooting in Trumps Boeing im Jahr 2000 ins Spiel, auf dem sie nackt auf einem Eisbärenfell lag. Anhänger des Konkurrenten Ted Cruz verbreiteten es über Twitter mit dem Kommentar: „Meet Melania Trump. Your next First Lady. Or, you could support Ted Cruz on Tuesday.“ („Treffen Sie Melania Trump, Ihre nächste First Lady. Oder unterstützen Sie am Dienstag Ted Cruz.“) Damit wollten sie offenbar konservative mormonische Wähler mobilisieren. Donald Trump twitterte daraufhin zwei unvorteilhafte Fotos von Heidi Cruz und drohte mit weiteren „Enthüllungen“. Die Vorwahl entschied er dann klar für sich.
Melania Trumps einziger größerer Auftritt auf dem Nominierungsparteitag am 18. Juli 2016 löste eine Kontroverse aus, weil einige Passagen ihrer Rede fast aufs Wort Passagen der Rede von Michelle Obama auf dem Parteitag der Demokraten 2008 glichen, auf dem deren Ehemann Barack Obama als Präsidentschaftskandidat nominiert wurde. Donald Trumps Wahlkampfmanager Paul Manafort wies die Plagiatsvorwürfe als „absurd“ zurück und behauptete, diese seien eine „typische Aktion“ von Hillary Clinton, der voraussichtlichen Kandidatin der Demokraten. Melania Trump habe schlicht allgemein übliche Worte benutzt. Sie hatte zuvor angegeben, ihre Rede selbst und nur „mit geringer Hilfe“ verfasst zu haben, und äußerte sich nicht zu den Vorwürfen. Zwei Tage nach der Rede übernahm eine Mitarbeiterin des Wahlkampfteams die Verantwortung und entschuldigte sich. Nach ihrer Darstellung hatten andere Redenschreiber den Text verfasst, aber Melania habe sie um eine Überarbeitung gebeten und ihr dabei Obamas Rede „als Inspiration“ vorgelesen. Sie, die Mitarbeiterin, habe versehentlich Stücke der Obama-Rede in der Endfassung vergessen.
Ende Juli 2016 sorgte die Abschaltung der Website www.melaniatrump.com für Schlagzeilen. Dort war seit 2006 zu lesen gewesen, sie habe an einer slowenischen Universität ein Studium in den Fächern Design und Architektur abgeschlossen. Die Abschaltung ihrer Website wurde nun als Reaktion auf eine Notiz in einem Artikel im New Yorker im Mai 2016 interpretiert, wonach sie dieses Studium schon im ersten Jahr abgebrochen hatte.
Im November 2016 berichtete die Nachrichtenagentur Associated Press, dass Melania Trump nach ihrer Einwanderung im September und Oktober 1995 an zehn Fotoshootings teilgenommen habe und dabei über 20.000 $ verdient habe, ohne vorher ein dafür notwendiges H-1B-Arbeitsvisum erhalten zu haben. Dieses sei ihr erst sieben Wochen danach ausgestellt worden. Ein von ihr beauftragter Anwalt widersprach dem und behauptete, sie sei erst im August 1996 eingereist. Auf diesbezügliche Nachfragen von Associated Press reagierte er nicht.

## First Lady (2017 bis 2021)

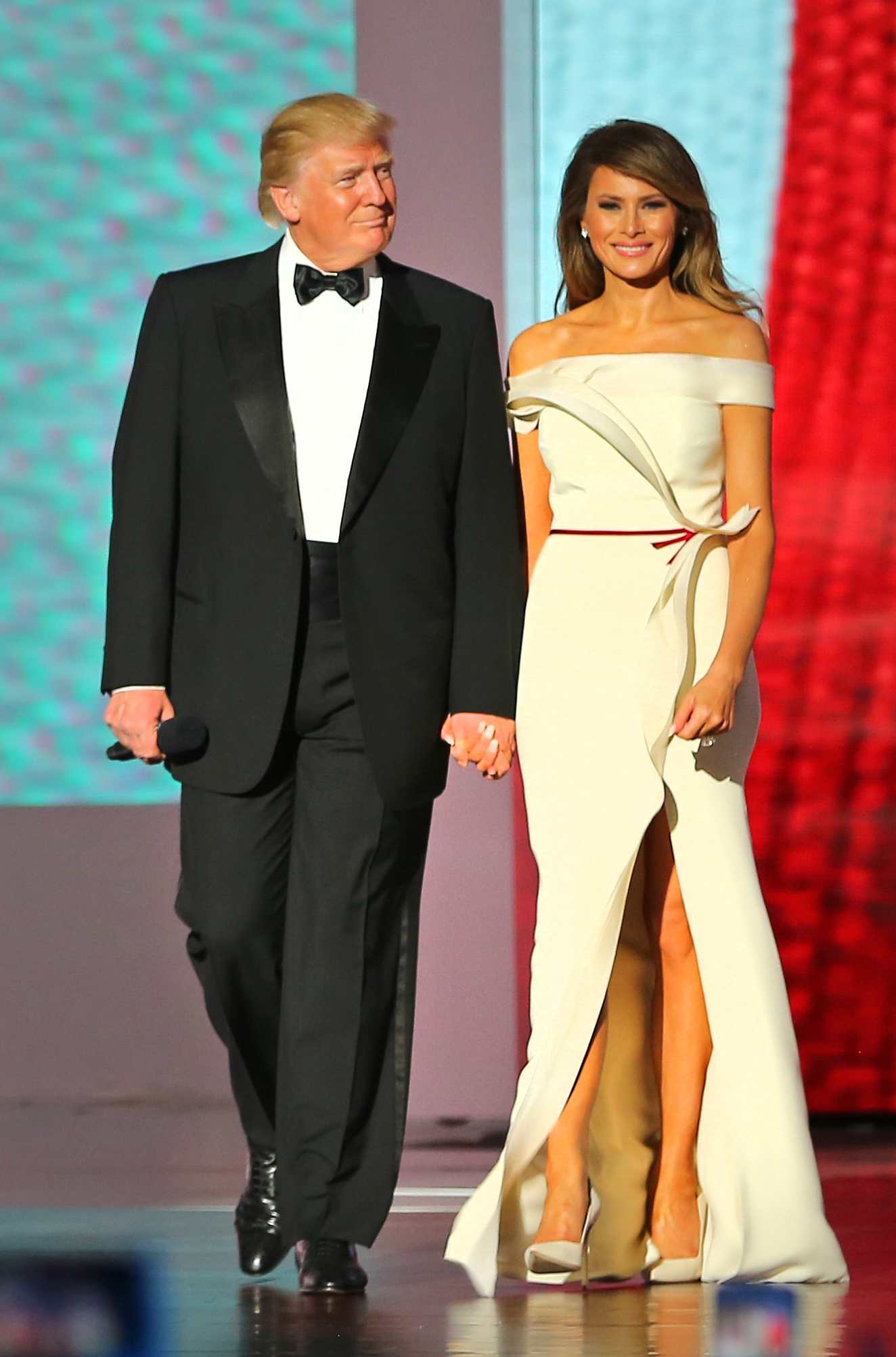
Donald und Melania Trump auf der Feier zur Amtseinführung Trumps, Januar 2017

Melania Trump war seit dem 20. Januar 2017 die 47. First Lady der Vereinigten Staaten und damit nach Louisa Adams, Ehefrau des sechsten Präsidenten John Quincy Adams, die zweite First Lady, die außerhalb der USA geboren wurde. Louisa Adams hatte einen amerikanischen Vater und eine britische Mutter; Melania Trump war die erste First Lady, die nicht von Geburt an Amerikanerin war und für die Englisch nicht ihre Muttersprache ist. Sie war auch die zweite First Lady römisch-katholischer Konfession nach Jacqueline Kennedy, Ehefrau des 35. Präsidenten John F. Kennedy.
In einem Interview mit Fox News kündigte sie schon im November 2016 an, bis zum Ende des Schuljahres zusammen mit ihrem Sohn Barron in New York zu bleiben. Die traditionelle Rolle der First Lady übernahm in dieser Zeit weitgehend ihre Stieftochter Ivanka („First Daughter“).
Melania Trump begleitete Trump im Mai 2017 bei seiner ersten Auslandsreise als US-Präsident. Am 11. Juni 2017 zogen Melania und Barron Trump ins Weiße Haus, den Amtssitz des Präsidenten, ein.

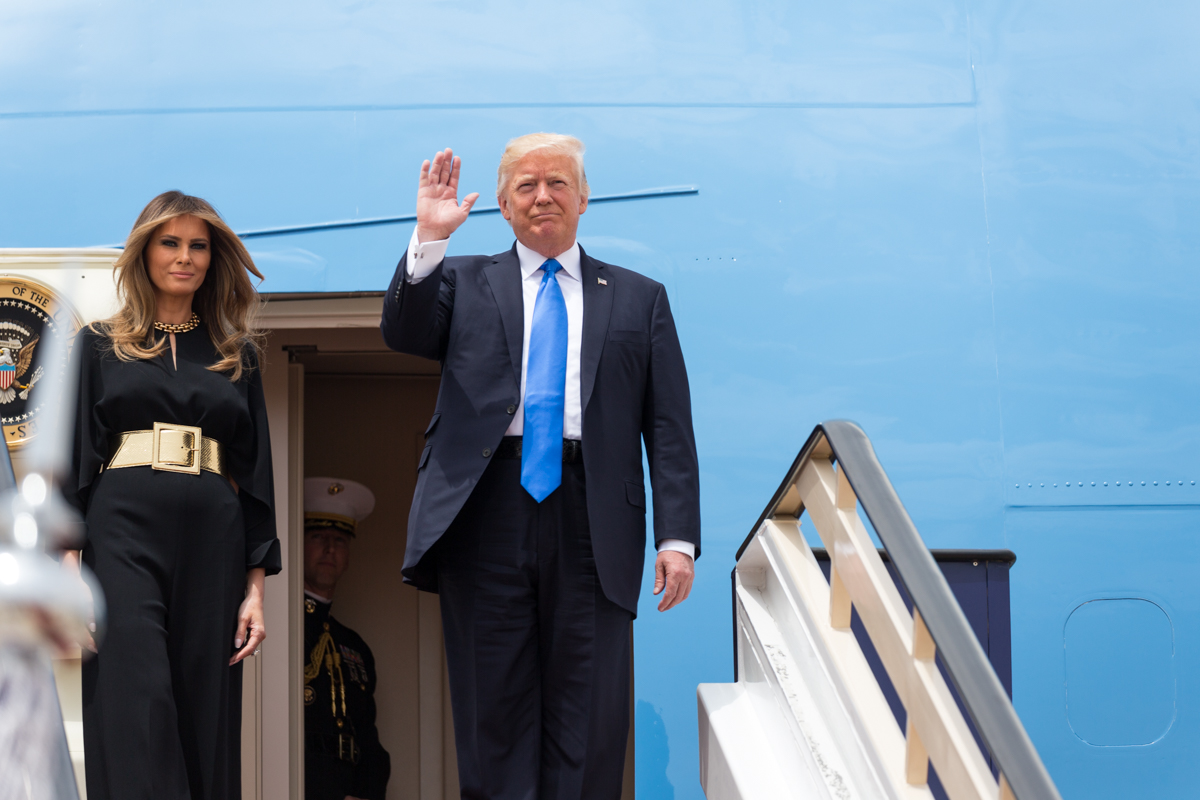
Ankunft von Donald und Melania Trump in Riad, Saudi-Arabien, am 20. Mai 2017.

Im Februar 2017 reichte Melania Trump eine Verleumdungs-Klage gegen Mail Media, die Eigentümerin des britischen Boulevardblatts Daily Mail und deren in New York ansässigen Online-Ableger MailOnline.com, ein. Beide hatten schon im August 2016 erwähnt, dass eine slowenische Zeitschrift behauptet hatte, Zampollis Agentur in New York habe zu der Zeit, als die damalige Melania Knauss dort unter Vertrag stand, auch einen Escort-Service angeboten. Kurz darauf hatte sich die Daily Mail allerdings davon distanziert und sich entschuldigt. Als First Lady verklagte Melania Trump nun Mail Media mit der Begründung, dieses Gerücht habe ihre jetzt „einzigartigen, once-in-a-lifetime“ Aussichten als Geschäftsfrau in vielen Produktkategorien beschädigt, und veranschlagte einen Streitwert von 150 Mio. $.
Dies wurde in der Presse kritisch kommentiert: Zwar sei es der First Lady nicht wirklich verboten, aus ihrer Position Profit zu schlagen, da sie formell kein öffentliches Amt bekleide und nicht im Dienste des Staates stehe, aber es sei in der Geschichte der USA das erste Mal, dass eine First Lady dies anstrebe, und dies sei aus ethischer Sicht bedenklich. Kurz darauf reichte Trumps Anwalt eine veränderte Fassung der Klageschrift ein, aus welcher der Passus über entgangene finanzielle Aussichten gestrichen war und stattdessen seelisches Leid (emotional distress) geltend gemacht wurde – bei gleichbleibendem Streitwert. Im April 2017 einigte man sich in einem Vergleich auf die Zahlung eines Schadensersatzes von knapp drei Millionen Dollar. Damit ist Melania Trump die erste First Lady, die jemals eine Verleumdungsklage angestrengt hat.
Eine 2019 ihr zu Ehren nahe Sevnica errichtete Holzstatue des US-Künstlers Brad Downey wurde am 4. Juli 2020 mutwillig in Brand gesteckt und später abgebaut. Der Täter wurde nicht gefasst.

## Kontroverse um den Halbbruder
Die Existenz des unehelichen Halbbruders wurde 2016 durch die Journalistin Julia Ioffe öffentlich gemacht. Viktor Knavs hatte die Vaterschaft lange bestritten und dies bis vor das oberste Appellationsgericht in Slowenien verfochten, wo er schließlich unterlag. Auch Melania Trump bestritt 2016 auf Nachfrage von Ioffe zunächst die Existenz des Halbbruders und räumte erst nach Vorlage gerichtlicher Dokumente ein, schon lange davon gewusst zu haben. Nachdem die jüdische Journalistin wegen ihrer Reportage antisemitische Hassbotschaften bis hin zu Todesdrohungen erhalten hatte, sagte Melania Trump in einem Interview, Ioffe sei zu weit gegangen und habe diese Reaktionen „provoziert“.

## Mitwirkung beim Wahlkampf 2024
Im September 2024 gab Melania Trump das erste Interview seit zwei Jahren. Sie trat in der Foxnews-Sendung Fox & Friends auf und warb dort für ihr neues Buch Melania. Dabei machte sie Wahlkampf für ihren Mann und wiederholte die Behauptungen aus seinen Reden: den USA gehe es schlecht, Menschen könnten kein Brot kaufen, die Grenze sei „offen“, die Demokraten machten alles schlecht und schlimmer. Während Trumps Präsidentschaft hätten die Menschen Jobs gehabt, die Grenze sei so sicher gewesen wie nie, und es habe keine Kriege gegeben. Sie stehe hinter ihrem Mann.
In ihrem am 8. Oktober 2024 erschienenen Buch Melania plädiert sie für das Recht auf Abtreibung und stellt sich damit gegen die Position ihres Mannes. Insbesondere ihre Aussagen zum Recht auf Abtreibung sorgten für kontroverse Reaktionen innerhalb der Partei. Während Donald Trump eine eher restriktive Haltung vertritt, plädiert Melania für eine ausgewogenere Position und fordert, dass Frauen das letzte Wort in dieser Entscheidung haben sollten. Ihre Haltung führte zu Spekulationen über Spannungen in der Kampagne, wobei sie in Interviews darauf bestand, dass unterschiedliche Meinungen normal seien und den Diskurs bereichern könnten.

## First Lady (ab 2025)

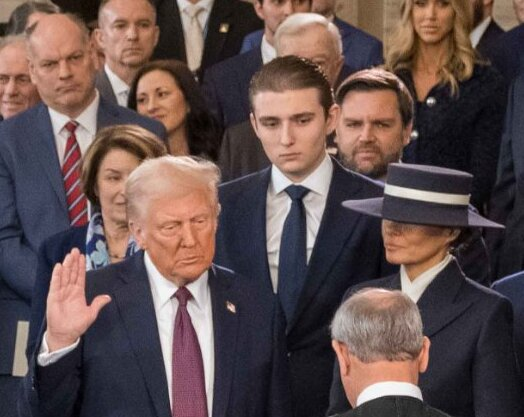
Melania Trump bei der Amtseinführung ihres Mannes zu dessen zweiter Präsidentschaft, 2025

Im Januar 2025, mit Beginn der zweiten Präsidentschaft von Donald Trump, wurde Melania Trump abermals First Lady. Im März 2025 forderte sie den Kongress auf, das sogenannte Take it Down-Gesetz, das Internetpornografie bei der Verletzung von Persönlichkeitsrechten kriminalisiert, zu verabschieden. Das Gesetz wurde zwei Monate später sowohl von ihrem Mann als auch von ihr selbst unterzeichnet.
2025 schilderte Donald Trump, dass er von seiner Frau gelegentlich über neue russischen Luftangriffe auf ukrainische Städte unterrichtet werde und dies seinen Eindruck, er könne in Telefonaten mit dem russischen Staatspräsidenten Wladimir Putin etwas erreichen, relativiere. Beim USA-Russland-Gipfel 2025 übergab Trump einen Brief seiner Frau an Putin. Sie beschrieb in dem Schreiben, ohne die Ukraine direkt zu erwähnen, das Leid von Kindern in Kriegsgebieten und appellierte an Putin, die „Unschuld von Kindern zu schützen“. Das hätten sie „unabhängig von ihrem Wohnort, ihrer Regierung und Ideologie“ verdient. Putin sei, so schrieb sie, in der Lage, diese „Wunschvorstellung mit einem Federstrich in die Tat umzusetzen“.
Im August 2025 forderte sie Hunter Biden über ihren Anwalt auf, seine Behauptung zurückzunehmen, dass sie und ihr Mann sich über Jeffrey Epstein kennengelernt hätten. Andernfalls würde sie eine Klage erwägen.

## Werke
- Melania: A Memoir. Skyhorse, New York 2024, ISBN 978-1-5107-8269-3.